# ازدواج مصلحتی (فیلم ۱۹۶۶)
ازدواج مصلحتی (لهستانی: Małżeństwo z rozsądku) یک فیلم موزیکال کمدی به کارگردانی استانیسواف باریا است که در سال ۱۹۶۶ منتشر شد.

## گزیدهٔ بازیگران
- دانیل اولبریخسکی
- الژبیتا چیژفسکا
- بوهدان وازوکا
- هانکا بیه‌لیتسکا
- بولسواف پوتنیکی
- بوگومیو کوبی‌یلا
- ویسواوا کواشنیفسکا
- یاتسک فدروویچ
- وویچیخ پوکرا
- آندژی زائورسکی
- ویتولد دنبیتسکی
- کاژیمیش ویخنیاش
- استانیسواف باریا
- ویسواف میخنیکوفسکی
- مارک بارگیه‌ئوفسکی
- دانیل بارگیه‌ئوفسکی